# Ander Iturraspe
Ander Iturraspe Derteano (ur. 8 marca 1989 w Abadiño) – hiszpański piłkarz grający na pozycji defensywnego pomocnika w RCD Espanyol.

## Kariera klubowa
Iturrapse dołączył do Athletic Bilbao w 1999 roku, w wieku 10 lat. Spędził wiele sezonów na różnych szczeblach młodzieżowych i w 2007 roku został przeniesiony do klubu filialnego CD Baskonia.
12 marca 2008 Iturraspe zagrał w pierwszym zespole w towarzyskim meczu z Zalla UC. Do końca sezonu zagrał jeszcze w dwóch meczach towarzyskich z Club Portugalete i Aviron Bayonnais FC.
23 czerwca 2008 po rozegraniu 30 spotkań w Baskonii został przeniesiony do pierwszego składu Athleticu i dostał koszulkę z numerem 26. 14 września zadebiutował w La Liga, przeciwko Maladze. Drugi występ zaliczył po wejściu z ławki w wygranym 2-0 spotkaniu z Realem Valladolid.
Zagrał od pierwszych minut w Pucharze Hiszpanii przeciwko Recreativo de Huelva, ale po przerwie został zmieniony przez Pablo Orbaiza. Jednak do końca sezonu grał już tylko  w rezerwach.
Ander skorzystał na problemach zdrowotnych weterana Carlosa Gurpegi i w sezonie 2011/12 rozegrał prawie 60 oficjalnych spotkań pod wodzą nowego trenera, Marcelo Bielsy. Razem z klubem dotarł do finału Ligi Europy i finału pucharu krajowego.
| Sezon   | Klub              | Kraj      | Liga               | Mecze | Bramki | Puchar Kraju | Mecze | Bramki | Rozgrywki Europy   | Mecze | Bramki |
| ------- | ----------------- | --------- | ------------------ | ----- | ------ | ------------ | ----- | ------ | ------------------ | ----- | ------ |
| 2007/08 | CD Baskonia       | Hiszpania | Tercera División   | 30    | 0      | -            | -     | -      | -                  | -     | -      |
| 2007/08 | Athletic Bilbao B | Hiszpania | Segunda División B | 3     | 0      | -            | -     | -      | -                  | -     | -      |
| 2008/09 | Athletic Bilbao B | Hiszpania | Segunda División B | 26    | 1      | -            | -     | -      | -                  | -     | -      |
| 2008/09 | Athletic Bilbao   | Hiszpania | Primera División   | 4     | 0      | Puchar Króla | 1     | 0      | -                  | -     | -      |
| 2009/10 | Athletic Bilbao   | Hiszpania | Primera División   | 15    | 0      | -            | -     | -      | Liga Europy        | 3     | 0      |
| 2009/10 | Athletic Bilbao B | Hiszpania | Segunda División B | 11    | 0      | -            | -     | -      | -                  | -     | -      |
| 2010/11 | Athletic Bilbao   | Hiszpania | Primera División   | 17    | 0      | Puchar Króla | 1     | 0      | -                  | -     | -      |
| 2011/12 | Athletic Bilbao   | Hiszpania | Primera División   | 35    | 1      | Puchar Króla | 8     | 0      | Liga Europy UEFA   | 15    | 0      |
| 2012/13 | Athletic Bilbao   | Hiszpania | Primera División   | 30    | 0      | Puchar Króla | 2     | 0      | Liga Europy UEFA   | 9     | 0      |
| 2013/14 | Athletic Bilbao   | Hiszpania | Primera División   | 33    | 0      | Puchar Króla | 5     | 0      | -                  | -     | -      |
| 2014/15 | Athletic Bilbao   | Hiszpania | Primera División   | 25    | 2      | Puchar Króla | 6     | 0      | Liga Mistrzów UEFA | 5     | 0      |
| 2015/16 | Athletic Bilbao   | Hiszpania | Primera División   | 17    | 0      | Puchar Króla | 4     | 0      | Liga Europy UEFA   | 8     | 0      |
| 2016/17 | Athletic Bilbao   | Hiszpania | Primera División   | 24    | 0      | Puchar Króla | 3     | 0      | Liga Europy UEFA   | 5     | 0      |
| 2017/18 | Athletic Bilbao   | Hiszpania | Primera División   | 30    | 0      | Puchar Króla | 1     | 0      | Liga Europy UEFA   | 7     | 0      |
| 2018/19 | Athletic Bilbao   | Hiszpania | Primera División   | 3     | 0      | Puchar Króla | 2     | 0      | -                  | -     | -      |

Stan na: 5 kwietnia 2019 r.